# Podkamień (przystanek kolejowy)
Podkamień – przystanek osobowy na zlikwidowanej linii nr 328 Nysa – Kałków Łąka, w miejscowości Podkamień, w województwie opolskim, w powiecie nyskim, w gminie Nysa, w Polsce.

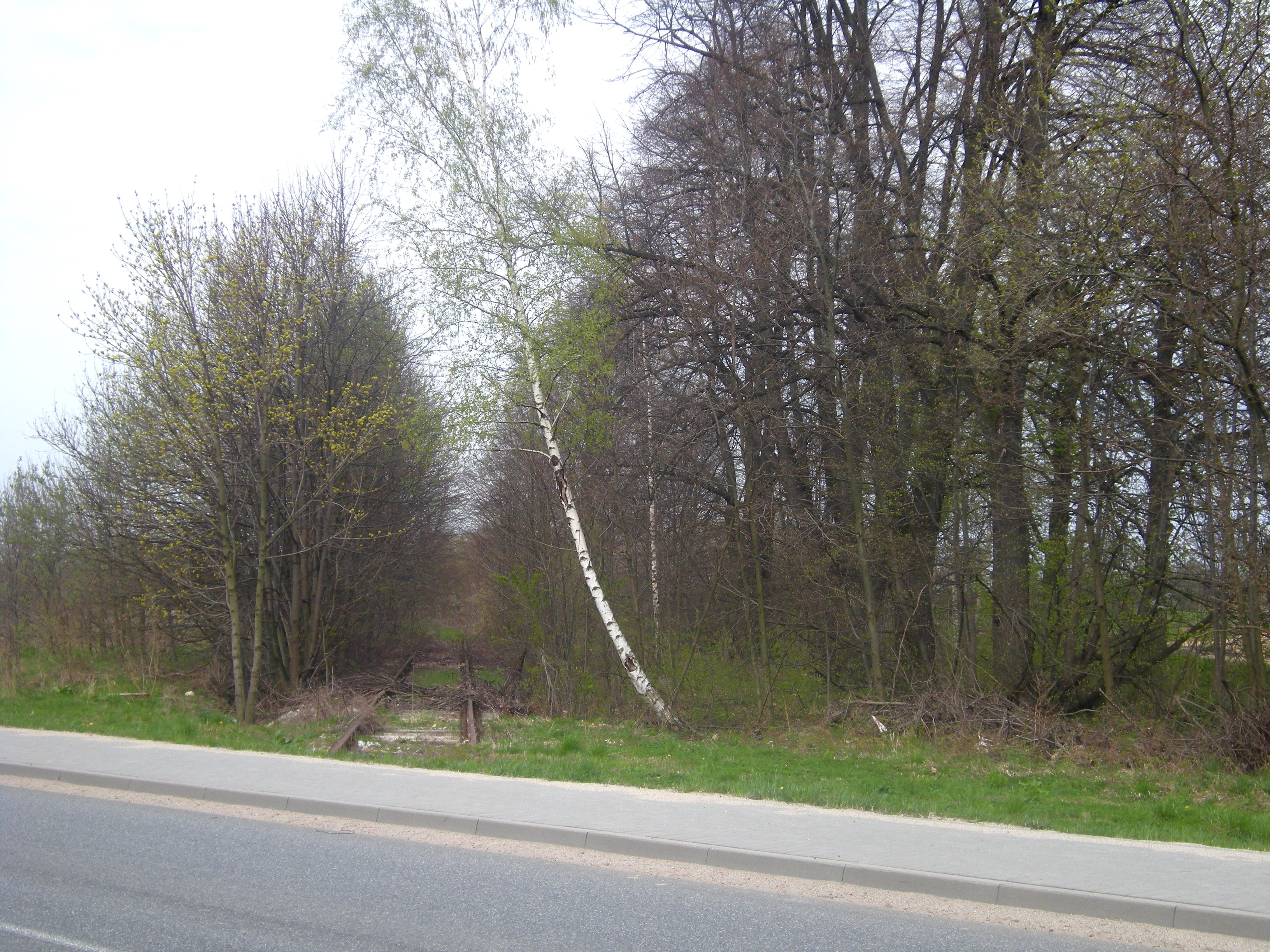
Miejsce po przystanku kolejowym

| Podkamień                                  |  |                          |
| Linia nr 328 Nysa – Kałków Łąka (4,797 km) |  |                          |
| Biała Nyskaodległość: 3,013 km             |  | Nysa odległość: 4,797 km |